# Afrodita, Pan y Eros

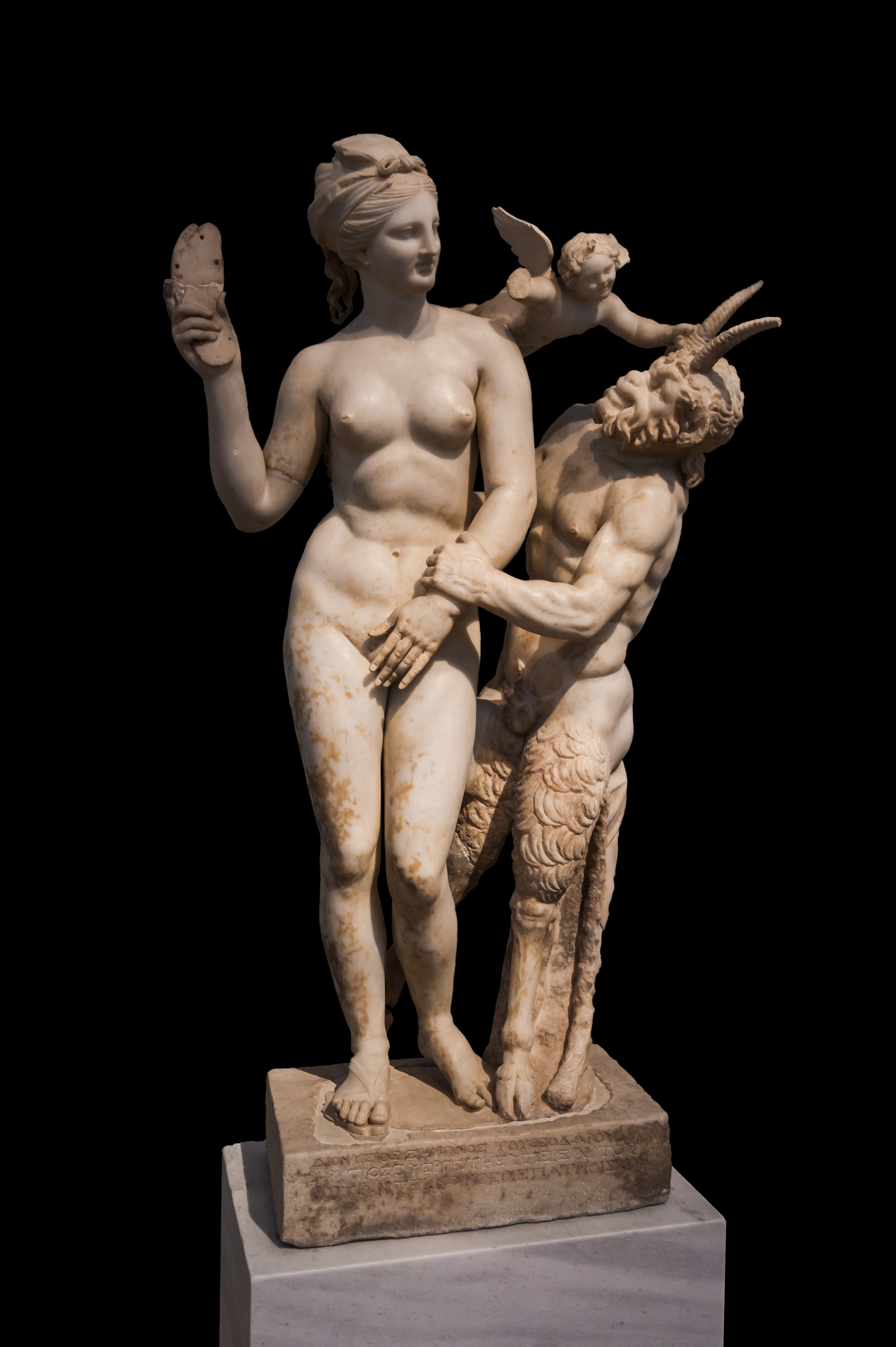
Afrodita, Pan y Eros, en el Museo Arqueológico Nacional de Atenas

Afrodita, Pan y Eros es un grupo escultórico proveniente de la casa de los poseidoniastas de Beirut en Delos. Fue descubierto en 1904 y se encuentra actualmente en el Museo Arqueológico Nacional de Atenas. Se data ca. 150 a. C. Mide 1,55 m, a tamaño natural. Su estilo es el propio de finales de la escultura helenística (el denominado "Rococó helenístico").
En la base se halla esta inscripción:
ΔΙΟΝΥΣΙΟΣ ZΗΝΩΝΟΣ ΤΟΥ ΘΕΟΔΩΡΟΥ / BΗΡΥΤΙΟΣ ΕΥΕΡΓΕΤΗΣ ΥΠΕΡ ΕΑΥΤΟΥ / ΚΑΙ ΤΩΝ ΤΕΚΝΩΝ ΘΕΟΙΣ ΠΑΤΡΙΟΙΣ ("Dionysios hijo de Zenón de Theodoros, originario de Berytios [Beirut], bienhechor, para sí mismo y sus hijos, a los dioses ancestrales").
Se representa a Pan agarrando el brazo izquierdo de Afrodita desvistiéndose para el baño, que se protege la desnudez con él, mientras le amenaza con una sandalia (su postura está vinculada con las representaciones más comunes de la Afrodita descalzándose y la Afrodita en el baño). Eros protege a su madre empujando los cuernos de Pan para alejarle. Sobre el tronco que sirve de apoyo a las piernas de Pan hay un lagobolon (bastón para cazar liebres).
La escena, más allá de lo evidente, se interpreta como el enfrentamiento de los conceptos de desnudo heroico, apolíneo y desnudo lascivo, dionisíaco: mientras la diosa permanece imperturbable, dispuesta medio en broma medio en serio a librarse de su acosador con una simple zapatilla, este se encuentra descontrolado (el pene, que se ha perdido, estaría erecto). Las expresiones de los rostros son muy diferentes, Afrodita y Eros con sonrisas serenas, Pan con una mueca salvaje.